# Alexander Henry (hockey sur glace)
Alexander Lawrence Henry, dit Alex Henry, (né le 18 octobre 1979 à Elliot Lake, dans la province de l'Ontario au Canada) est un joueur professionnel canadien de hockey sur glace.

## Carrière de joueur
Robuste défenseur, il porta les couleurs des Knights de London de la Ligue de hockey de l'Ontario lors de son stage chez les juniors. Il fut repêché pas la suite par les Oilers d'Edmonton et fera ses débuts professionnels avec leurs club-école. Il y passa trois saisons avant d'atteindre une première fois la Ligue nationale de hockey avec les Oilers au début de la saison 2002-2003. Il ne joua que trois parties avec le club albertain avant d'être réclamé par les Capitals de Washington.
La saison suivant, il porta l'uniforme du Wild du Minnesota lors de sa première saison complète dans la LNH. Il y joua une autre saison après le lockout avant de signer avec les Predators de Nashville. Il fit partie de cette organisation deux saisons sans toutefois jouer avec eux. Depuis le début de la saison 2008-2009, il fait partie de l'organisation des Canadiens de Montréal.

## Statistiques en carrière
| Saison     | Équipe                  | Ligue         |     | Saison régulière | Saison régulière | Saison régulière | Saison régulière | Saison régulière |   | Séries éliminatoires | Séries éliminatoires | Séries éliminatoires | Séries éliminatoires | Séries éliminatoires |
| Saison     | Équipe                  | Ligue         | PJ  | B                | A                | Pts              | Pun              | PJ               | B | A                    | Pts                  | Pun                  |                      |                      |
| 1995-1996  | Majors de Timmins       | NOHA          | 30  | 4                | 11               | 15               | 6                | -                | - | -                    | -                    | -                    |                      |                      |
| 1995-1996  | Golden Bears de Timmins | NOJHA         | 2   | 0                | 0                | 0                | 0                | -                | - | -                    | -                    | -                    |                      |                      |
| 1996-1997  | Knights de London       | LHO           | 61  | 1                | 10               | 11               | 65               | -                | - | -                    | -                    | -                    |                      |                      |
| 1997-1998  | Knights de London       | LHO           | 62  | 5                | 9                | 14               | 97               | 16               | 0 | 3                    | 3                    | 14                   |                      |                      |
| 1998-1999  | Knights de London       | LHO           | 68  | 5                | 23               | 28               | 105              | 25               | 3 | 10                   | 13                   | 22                   |                      |                      |
| 1999-2000  | Bulldogs de Hamilton    | LAH           | 60  | 1                | 0                | 1                | 69               | -                | - | -                    | -                    | -                    |                      |                      |
| 2000-2001  | Bulldogs de Hamilton    | LAH           | 56  | 2                | 3                | 5                | 87               | -                | - | -                    | -                    | -                    |                      |                      |
| 2001-2002  | Bulldogs de Hamilton    | LAH           | 69  | 4                | 8                | 12               | 143              | 15               | 1 | 2                    | 3                    | 16                   |                      |                      |
| 2002-2003  | Pirates de Portland     | LAH           | 3   | 0                | 1                | 1                | 0                | -                | - | -                    | -                    | -                    |                      |                      |
| 2002-2003  | Oilers d'Edmonton       | LNH           | 3   | 0                | 0                | 0                | 0                | -                | - | -                    | -                    | -                    |                      |                      |
| 2002-2003  | Capitals de Washington  | LNH           | 38  | 0                | 0                | 0                | 80               | -                | - | -                    | -                    | -                    |                      |                      |
| 2003-2004  | Wild du Minnesota       | LNH           | 71  | 2                | 4                | 6                | 106              | -                | - | -                    | -                    | -                    |                      |                      |
| 2004-2005  | ESV Kaufbeuren          | 2. Bundesliga | 16  | 4                | 4                | 8                | 20               | 10               | 2 | 2                    | 4                    | 12                   |                      |                      |
| 2005-2006  | Wild du Minnesota       | LNH           | 63  | 0                | 5                | 5                | 73               | -                | - | -                    | -                    | -                    |                      |                      |
| 2006-2007  | Admirals de Milwaukee   | LAH           | 64  | 1                | 6                | 7                | 66               | 2                | 0 | 0                    | 0                    | 7                    |                      |                      |
| 2007-2008  | Admirals de Milwaukee   | LAH           | 80  | 3                | 13               | 16               | 142              | 6                | 0 | 1                    | 1                    | 10                   |                      |                      |
| 2008-2009  | Bulldogs de Hamilton    | LAH           | 79  | 3                | 7                | 10               | 127              | 6                | 0 | 0                    | 0                    | 8                    |                      |                      |
| 2008-2009  | Canadiens de Montréal   | LNH           | 2   | 0                | 0                | 0                | 10               | -                | - | -                    | -                    | -                    |                      |                      |
| 2009-2010  | Bulldogs de Hamilton    | LAH           | 68  | 0                | 13               | 13               | 154              | 19               | 2 | 2                    | 4                    | 22                   |                      |                      |
| 2010-2011  | Bulldogs de Hamilton    | LAH           | 80  | 1                | 13               | 14               | 96               | 20               | 0 | 3                    | 3                    | 34                   |                      |                      |
| 2011-2012  | Bulldogs de Hamilton    | LAH           | 73  | 1                | 6                | 7                | 94               | -                | - | -                    | -                    | -                    |                      |                      |
| 2012-2013  | DEG Metro Stars         | DEL           | 46  | 1                | 4                | 5                | 86               | -                | - | -                    | -                    | -                    |                      |                      |
| 2013-2014  | HYS La Haye             | Eredivisie    | 31  | 5                | 16               | 21               | 30               | 13               | 0 | 3                    | 3                    | 16                   |                      |                      |
| Totaux LNH | Totaux LNH              | Totaux LNH    | 177 | 2                | 9                | 11               | 269              | -                | - | -                    | -                    | -                    |                      |                      |

## Transactions en carrière
- 24 octobre 2002 : réclamé au ballotage par les Capitals de Washington des Oilers d'Edmonton.
- 9 octobre 2003 : réclamé au ballotage par le Wild du Minnesota des Capitals de Washington.
- 22 août 2006 : signe un contrat comme agent libre avec les Predators de Nashville.
- 3 juillet 2008 : signe un contrat comme agent libre avec les Canadiens de Montréal.